# Krajobraz z miłosiernym Samarytaninem
Krajobraz z miłosiernym Samarytaninem znany również jako Pejzaż z miłosiernym Samarytaninem – obraz autorstwa Rembrandta z 1638 roku. Jest jednym z sześciu pejzaży olejnych namalowanych przez Rembrandta.

## Opis
Obraz jest ilustracją przypowieści z ewangelii św. Łukasza o miłosiernym Samarytaninie.
W roku 1774 został zakupiony na aukcji w Paryżu przez Jana Piotra Norblina i stąd trafił do Domu Gotyckiego w Puławach do kolekcji Izabeli Czartoryskiej. Po przeniesieniu kolekcji trafił do Krakowa. Stąd w 1939 roku obraz wraz z innymi dziełami został zagrabiony przez Niemców. Po wojnie dzięki staraniom Karola Estreichera rewindykowany wrócił do Krakowa. Obecnie znajduje się w zbiorach krakowskiego Muzeum Książąt Czartoryskich. Obok Uczonego przy pulpicie i Dziewczyny w ramie obrazu jest jednym z trzech obrazów Rembrandta znajdujących się w Polsce.
W grudniu 2016 Fundacja Książąt Czartoryskich podpisała umowę o przekazaniu Skarbowi Państwa obrazu wraz z całą kolekcją Czartoryskich oraz nieruchomościami w Krakowie za kwotę 100 mln euro.